# Рязанское чудо
«Рязанское чудо» («рязанский эксперимент», «рязанская авантюра») — экономическая афера, связанная с перевыполнением плана поставок мяса и молока за 1959 год в Рязанской области разрушительными для экономики и хозяйства методами.

## Предпосылки
22 мая 1957 года первый секретарь ЦК КПСС Никита Хрущёв в речи на зональном совещании работников сельского хозяйства областей и автономных республик СССР выступил с лозунгом «Догнать и перегнать Америку!» по всем экономическим показателям, а также построить материально-техническую базу коммунизма к 1980 году. В этой речи, в частности, было предложено за три года утроить производство мяса в стране. Однако, несмотря на все усилия партийно-хозяйственного руководства, в СССР сохранялась нехватка основных пищевых продуктов. Первые полтора года после объявления плана принесли очень скромный прирост, что вызвало недовольство Хрущёва. В конце 1958 года всем обкомам КПСС было разослано указание о принятии «решительных мер» для увеличения производства мяса в 1959 году:

Среди экономистов есть скептики, которые не верят в возможности нашего сельского хозяйства утроить производство мяса. Но как они подошли к этому делу? Как водится, взяли карандашик и подсчитали, какой может быть прирост скота и за сколько лет. Товарищи, надо же понимать, какие сейчас силы накопились у советского народа. Это же политическое явление, результат долголетней работы нашей партии…

## Обстоятельства
Первый секретарь Рязанского обкома КПСС Алексей Ларионов выступил с амбициозным заявлением, пообещав за один год утроить государственные заготовки мяса в области, то есть Рязанская область должна была дать государству 150 тысяч тонн мяса. Изначально планировалось, что план по мясу будет составлять 100 тыс. тонн, в 2 раза больше прошлогодних показателей, однако в последний момент это число было изменено Ларионовым, возможно, под давлением Хрущёва. Обещания, несмотря на их нереальность, были утверждены областной партийной конференцией, а 9 января 1959 года по настоятельной рекомендации Хрущёва и вопреки мнению Сельскохозяйственного отдела ЦК КПСС опубликованы в «Правде». На «вызов» ответили несколько других областей. Рязанская область не успела ещё приступить к реализации своей грандиозной программы, как на неё посыпались награды: в феврале 1959 года она получила орден Ленина, а Ларионов в декабре того же года стал Героем Социалистического Труда.
Чтобы сдержать обещание, обком партии распорядился забить весь приплод скота за 1959 год, а также большую часть молочного стада и производителей, «присовокупив» под расписку весь скот, выращенный колхозниками в своих хозяйствах. Однако даже этих мер было недостаточно, в связи с чем были организованы закупки скота в соседних областях за счёт средств из общественных фондов, предназначенных для приобретения машин, строительства школ и других нужд. «Мясной налог» ударил не только по всем колхозам и совхозам области, но и по всем городским учреждениям; сдаваемое государству (по чисто символическим ценам) мясо исчезло из продажи. 16 декабря местные власти торжественно рапортовали о стопроцентном выполнении плана: область формально продала государству 150 тысяч тонн мяса, в три раза превысив поставку предыдущего года. Таким образом, по статистическим показателям производство мяса увеличено за год в 3,8 раза, а заготовки — в 3 раза. Обязательства же на 1960 год брались ещё более высокие — заготовить 180 тысяч тонн мяса.
По воспоминаниям Петра Шелеста, возглавлявшего на тот момент Киевский обком партии, большинство руководителей понимало авантюрный характер достижений, однако не осмеливалось критиковать результаты в связи с восторженными отзывами Хрущёва.
Однако в 1960 году заготовки не превысили 30 тысяч тонн: после массового забоя предыдущего года поголовье уменьшилось по сравнению с 1958 годом на 65 %. Колхозники, у которых под расписку «временно» изъяли скот, отказывались обрабатывать колхозные земли, что привело к падению производства зерна на 50 %. К концу 1960 года скрывать катастрофу стало невозможно, и афера была разоблачена. 22 сентября 1960 года Ларионов скончался, в местной газете было опубликовано медицинское заключение о смерти из-за сердечной недостаточности. Согласно версии, широко распространённой в среде партийных и хозяйственных работников того времени, он застрелился, хотя документальных подтверждений самоубийства за все последующие годы так и не появилось.
Предположительно ради создания эффектного примера для подражания Хрущёв посулил последующую поддержку области инфраструктурой, техникой и кормами, но впоследствии сдержать обещание не смог. Ларионов не был лишён звания Героя Социалистического Труда; ответственность в 1961 году была возложена на заместителя председателя Бюро ЦК КПСС по РСФСР Аверкия Аристова — он был снят с должности и направлен послом в Польшу. Впоследствии «рязанский эксперимент» послужил одним из пунктов обвинения Хрущёва, предъявленных группой Брежнева в 1964 году при его смещении.

## В искусстве
Художник Илья Глазунов ездил в Рязань в то время для создания серии портретов передовиков сельхозпроизводства.
«Рязанское дело» легло в основу одной из двух главных сюжетных линий романа Всеволода Кочетова «Секретарь обкома» (1959—1961): соперничество секретаря Старгородского обкома (подразумевается Вологодская область) Денисова и секретаря Высокогорского обкома Артамонова, в образе которого даны прозрачные намёки на руководителя Рязанской области — обещание перевыполнить в три раза план по сдаче молока и мяса, получение «авансом» звания Героя Социалистического Труда. В 1963 году по роману снят фильм «Секретарь обкома».
Ларионов послужил прототипом Виктора Вавиловича Кнорозова, первого секретаря обкома КПСС из рассказа Александра Солженицына «Для пользы дела» (1963). Событиям «рязанского эксперимента» в значительной степени посвящён роман рязанского писателя Николая Шундика «Страна синеокая» (1973). Обстоятельства авантюры также нашли отражение в повести Елизара Мальцева «Войди в каждый дом» (1967), по мотивам которой в 1989 году в СССР был снят одноимённый пятисерийный художественный фильм.
Эта же проблема упоминается и в одной из сюжетных линий эпического романа Анатолия Иванова «Вечный зов».